# Oberachdorf
Oberachdorf (bairisch: Oudorf) ist ein Dorf und Ortsteil der Oberpfälzer Stadt Wörth an der Donau im Landkreis Regensburg in Bayern.

## Geografische Lage
Oberachdorf, südlich von Wörth gelegen, ist von der Stadt nur durch eine Autobahnbrücke der Bundesautobahn 3 getrennt. Der Ort liegt am nördlichen Rand des Gäubodens und ist etwa zwei Kilometer von der Donau entfernt.

## Geschichte

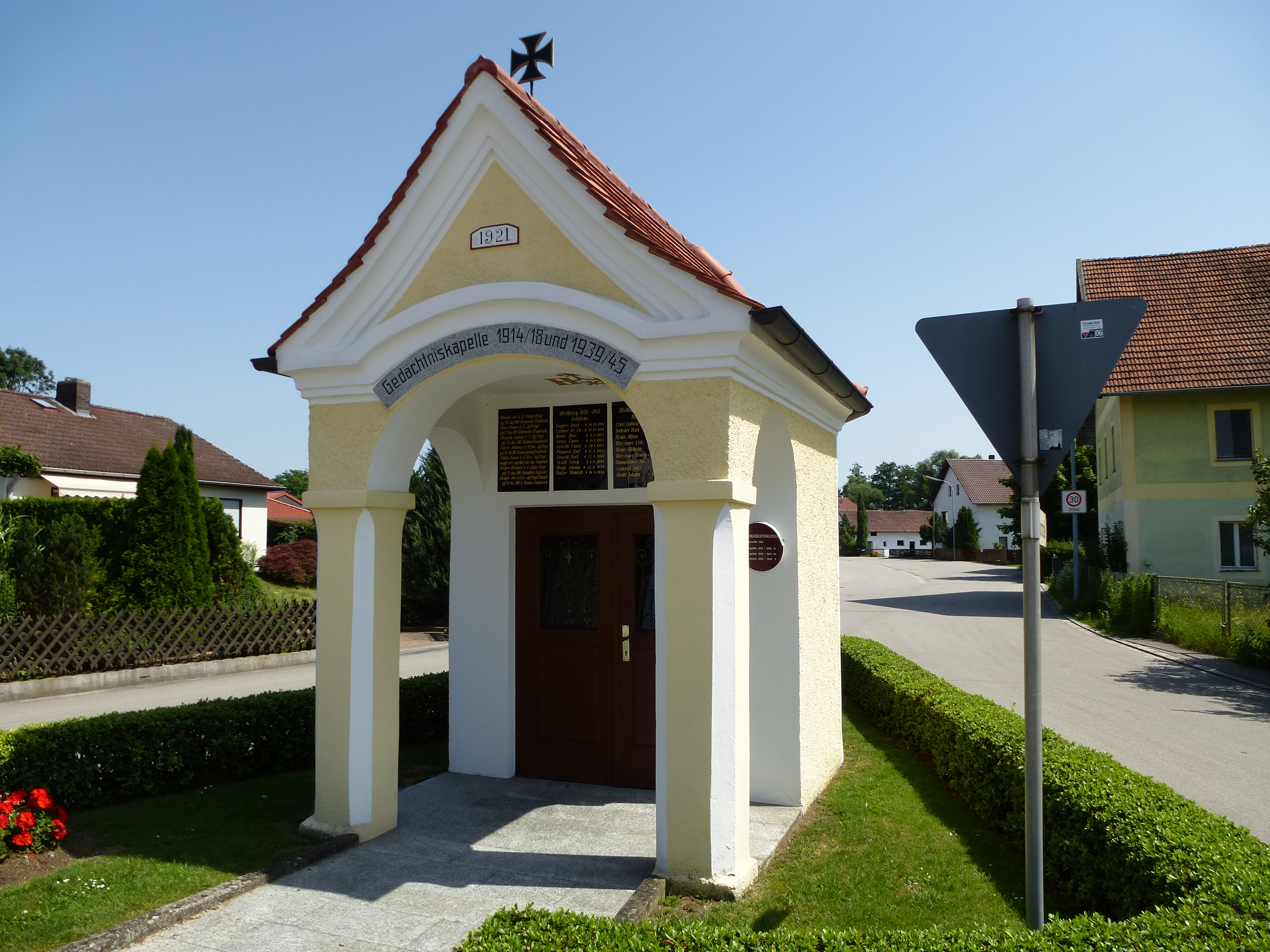
Kriegergedächtniskapelle Oberachdorf

Im Jahr 1134 schenkte der Regensburger Bischof Heinrich Graf von Wolfratshausen dem Kloster Prüll die Zehntrechte in Oberachdorf. 1392 siegelte der Richter Friedrich der Miethnacher eine Weingartenverleihung in Oberachdorf. Zu jener Zeit war der Ort also bereits vorhanden. Sein Name leitet sich vom Mittelhochdeutschen Ach ab. Dies war eine Bezeichnung für einen Bach oder ein Wildwasser. Die vorbeifließende Wiesent dürfte zu dieser Zeit Ach geheißen haben.
Das Dorf war über Jahrhunderte eine eigenständige Ortschaft und kam, von der US-amerikanischen Militärregierung veranlasst, zwischen 1945 und 1948 vorübergehend zum Markt Wörth. Von 1948 bis zur Gebietsreform 1971 war der Ort wieder eine eigenständige Gemeinde. Ursprünglich bestand die Landgemeinde nur aus dem Dorf Oberachdorf. Vom 23. März 1949 bis zu ihrer Auflösung bestand die Gemeinde aus den beiden Ortsteilen Dorf Oberachdorf und Einöde Wörthhof (vorher Gemeinde Wiesent). Oberachdorf hat sich in den 1960er und 1970er Jahren stark vergrößert. Neue Siedlungen wurden geschaffen. Letzter Bürgermeister war Franz Himmelstoß, seine Vorgänger waren Johann Weig, Xaver Röhrl und Johann Knott.

### Einwohnerentwicklung
| Jahr                           | 1840 | 1861 | 1871 | 1885 | 1900 | 1925 | 1950 | 1961 | 1970 | 1987 |
| ------------------------------ | ---- | ---- | ---- | ---- | ---- | ---- | ---- | ---- | ---- | ---- |
| Einwohner Gemeinde Oberachdorf | 194  | 205  | 222  | 237  | 246  | 206  | 295  | 219  | 241  | _    |
| Einwohner Dorf Oberachdorf     | 194  | 205  | 222  | 237  | 246  | 206  | 284  | 214  | 239  | 346  |

## Gebietsreform
Seit der Gebietsreform vom  1. April 1971 gehört Oberachdorf als Ortsteil zur Stadt Wörth an der Donau.
Die Stadt erschloss 1973 die Siedlung "Straßenacker" und 2014 ein neues Baugebiet an der Ahornstraße.

## Kultur und Sehenswürdigkeiten

### Kirche
Im Ort befindet sich kein Kirchenbau. Die nächstgelegene Kirche ist die Stadtpfarrkirche St. Petrus in Wörth an der Donau. Oberachdorf gehört seit jeher zur dortigen katholischen Pfarrei und seit der Bildung von Standesamtsbezirken im Jahre 1876 zum Standesamt Wörth.

### Kriegergedächtniskapelle

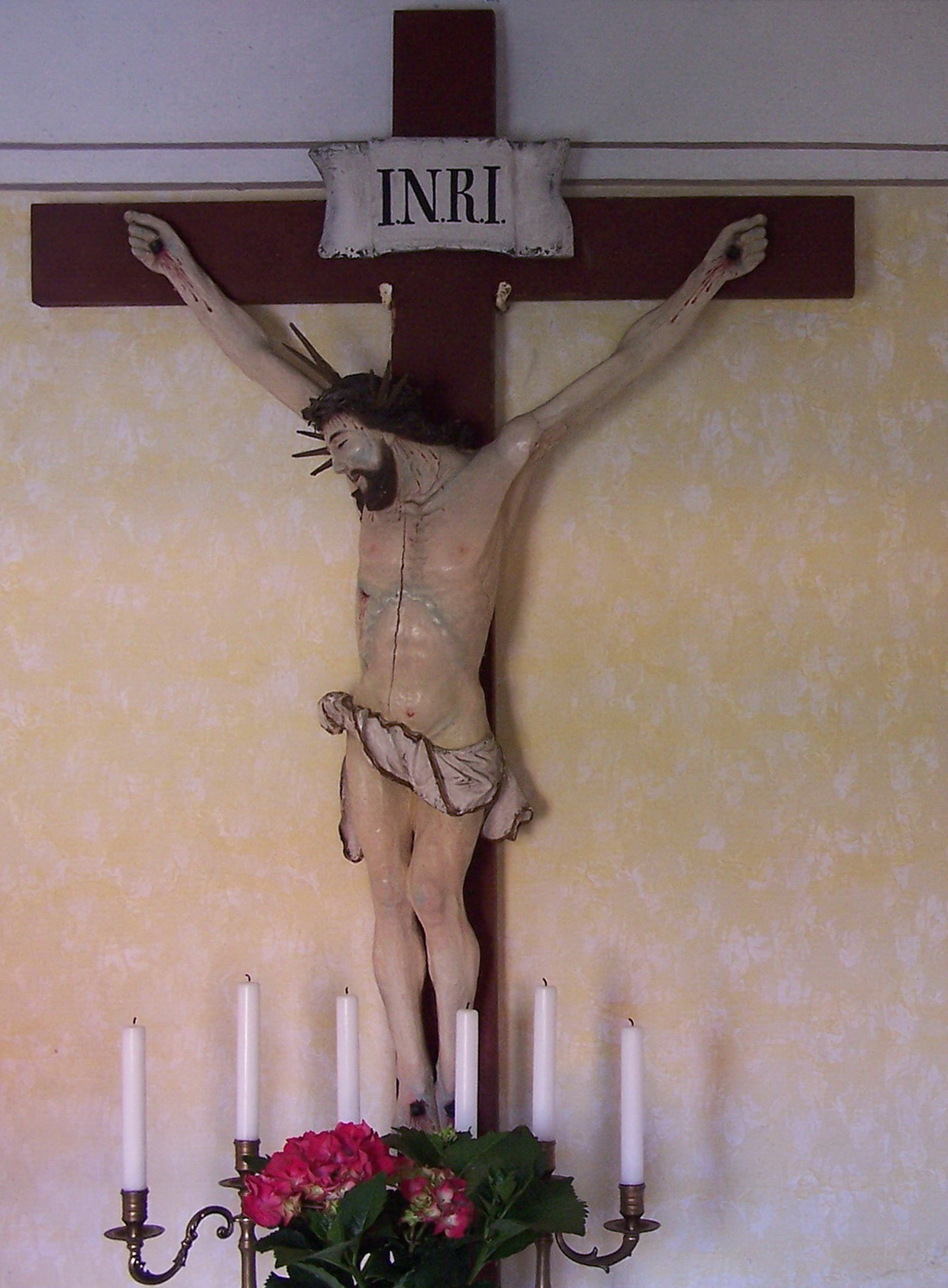
Kriegergedächtniskapelle in Oberachdorf, Innenaufnahme.

An der Dorfstraße liegt die 1920/21 erbaute Kriegergedächtniskapelle. Sie wurde von der Gemeinde Oberachdorf zum Gedenken an die Gefallenen des Ersten Weltkriegs errichtet. Am 1. Mai 1921 wurde sie eingeweiht, das Herz Jesu wurde als Titulus bestimmt. Vormals stand hier eine ehemalige Pestkapelle. Heute ist diese Kapelle ein Mahnmal für die Gefallenen Oberachdorfs beider Weltkriege. Im Ersten Weltkrieg verloren dreizehn, im Zweiten Weltkrieg zehn Männer ihr Leben, neun werden vermisst.

### Alle Baudenkmäler
Siehe auch: Liste der Baudenkmäler in Oberachdorf

### Vereine
1871 wurde die Freiwillige Feuerwehr Oberachdorf gegründet. Sie sorgt für den Brandschutz und die allgemeine Hilfe.

### Regelmäßige Veranstaltungen
Jährlich findet ein durch die Freiwillige Feuerwehr organisiertes Dorffest statt.

### Freizeit
Unmittelbar südwestlich des Dorfes liegt der Oberachdorfer Weiher, der im Sommer zum Baden einlädt.

## Wirtschaft und Infrastruktur
Die wirtschaftliche Struktur des Ortes hat sich in den letzten Jahrzehnten stark gewandelt. Waren früher nur landwirtschaftliche Vollerwerbsbetriebe anzutreffen, so überwiegen heute Handwerksbetriebe und Nebenerwerbslandwirte. In Oberachdorf gibt es zahlreiche Gewerbebetriebe; so waren im Jahr 2008 28 Gewerbetreibende angemeldet. Überdies siedelte sich das Bayerische Rote Kreuz mit einer Rettungswache an, und die Stadt Wörth errichtete den Städtischen Bauhof in Oberachdorf.
Der Ort liegt an der Kreisstraße R 7. Das Bundesfernstraßennetz wird über die zwei Kilometer entfernte Anschlussstelle 104a „Wörth an der Donau/Wiesent“ der Bundesautobahn 3 erreicht.
Bei Oberachdorf führt der Donauradweg vorbei.

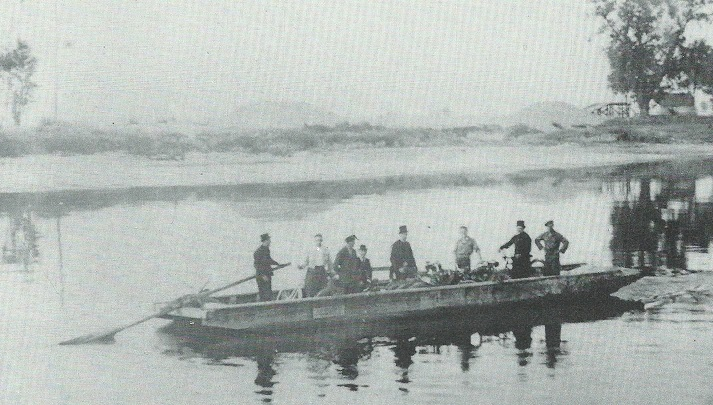
Fähre Oberachdorf – Pfatter etwa um 1900

### Ehemalige Donaufähre
Lange Zeit verkehrte bei Stromkilometer 2350,7  eine Rollfähre über die Donau und verband Oberachdorf mit dem am rechtsseitig gelegenen Pfatter. Eigner der Fähre war die Gemeinde Pfatter. Die Fähre hatte große wirtschaftliche Bedeutung. 1945, vor dem Einmarsch der Amerikaner wurde sie gesprengt, nach dem Krieg wieder in Betrieb genommen. Im Juni 1964, vor der Einweihung der damals „Längsten Donaubrücke Deutschlands: Wörth – Pfatter“, stellte sie ihren Betrieb ein. Ehedem waren die nächsten Donaubrücken in Straubing und Donaustauf.

## Flutpolder Wörthhof
Da der Ortsteil Oberachdorf, neben anderen Teilen der Stadt, unmittelbar von dem vom Bayerischen Staatsministerium für Umwelt und Verbraucherschutz geplanten gesteuerten Flutpolder "Wörthhof" betroffen wäre, hat sich die Stadt Wörth an der Donau einstimmig und mit Nachdruck gegen die Pläne der Bayerischen Staatsregierung ausgesprochen. Auch die Landrätin des Landkreises Regensburg Tanja Schweiger zeigt sich skeptisch. Eine seit Jahren herrschende Grundwasserproblematik, hervorgerufen durch die Donau, und die Gefährdung der Trinkwasserversorgung der Stadt Wörth, die sich ebenfalls in unmittelbarer Nähe zu den geplanten Flutpoldern befindet, spräche deutlich dagegen.
Es ist eine starke Protestbewegung namens «IG-Polder» von zahlreichen Landwirten und Bürgern entstanden.
Am 11. April 2015 besuchte die CSU-Bezirksvorsitzende und Sozialministerin Emilia Müller den Ortsteil Kiefenholz um sich mit der Problematik Flutpolder vertraut zu machen.
Durch den nach der Landtagswahl vom 14. Oktober 2018 in Bayern zwischen den Freien Wählern und der CSU geschlossenen Koalitionsvertrag wird das Flutpolderkonzept im Landkreis Regensburg nicht weiter verfolgt. Dies war eine Kernforderung der Freien Wähler. Die frei werdenden finanziellen Mittel sollen in den dezentralen Hochwasserschutz entlang der Donau und aller Zuläufe investiert werden.
→ Geschichte der Donau bei Wörth: Siehe auch Wörth und die Donau

## Gemarkung
Zur Gemarkung Oberachdorf zählen die Ortsteile Oberachdorf und Wörthhof.